# Stazione di Campodarsego
La stazione di Campodarsego è una fermata ferroviaria posta sul tronco comune alle linee Bassano-Padova e Calalzo-Padova. Si trova nel territorio del comune omonimo.

## Strutture e impianti
La fermata consta dei soli due binari di corsa.
Lo scalo è stato ammodernato e adeguata agli standard SFMR nei primi anni 2000 con il rialzo delle banchine per ottenere un accesso a raso ai treni predisposti. Inoltre è stata resa accessibile ai portatori di handicap grazie a un ascensore per il primo binario e una rampa per il secondo.
la struttura è altresì provvista di un piccolo magazzino merci, oggi in disuso.

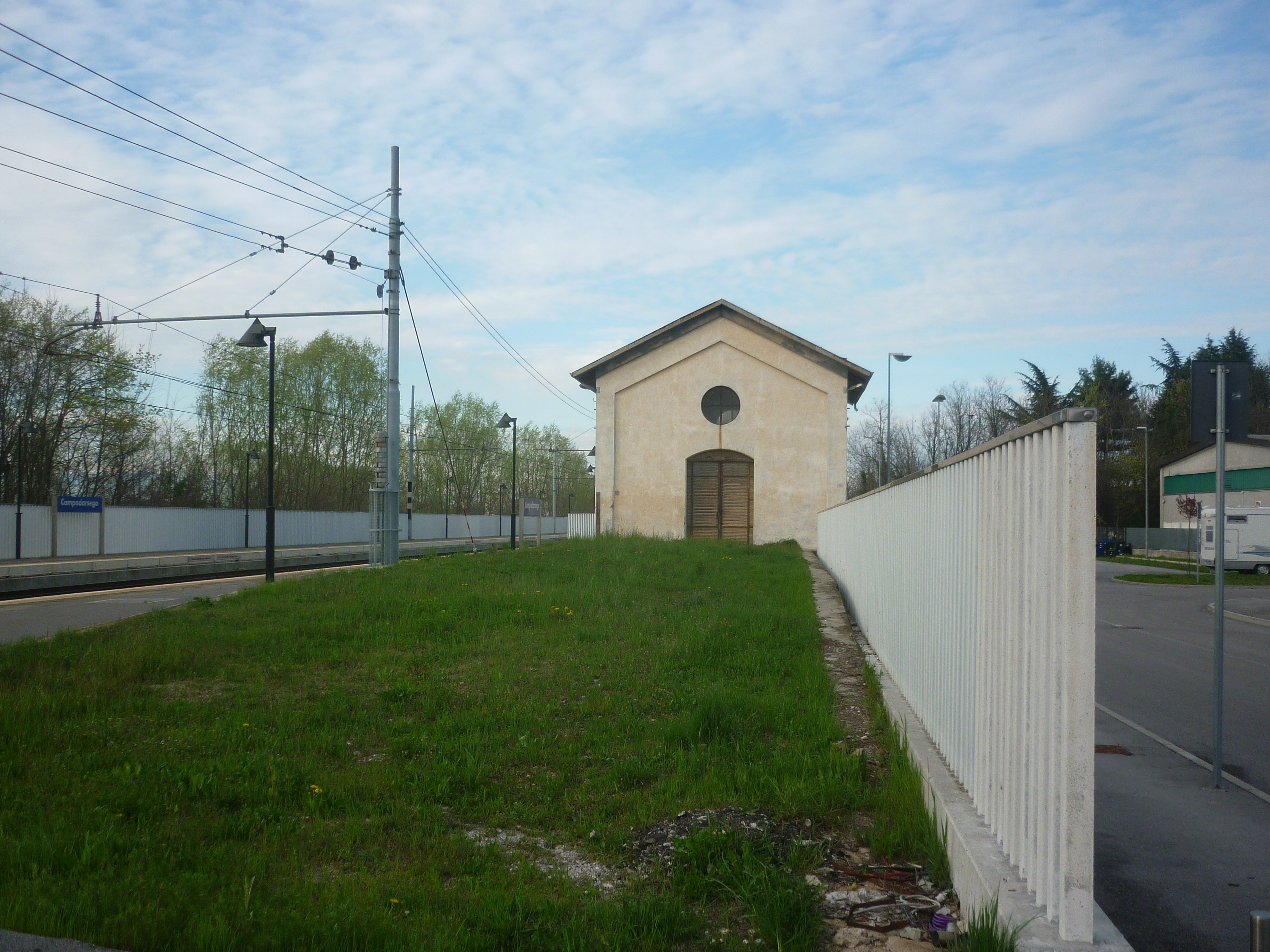
Il magazzino merci

## Movimento
La stazione è servita da treni regionali svolti da Trenitalia nell'ambito del contratto di servizio stipulato con le regioni interessate.

## Servizi
RFI classifica lo scalo di categoria Bronze.
- Biglietteria automatica
- Sala d'attesa